# Cyathodera
Cyathodera là một chi bọ cánh cứng trong họ 
Elateridae.
Chi này được miêu tả khoa học năm 1846 bởi Blanchard.

## Các loài
Các loài trong chi này gồm:
- Cyathodera lanugicollis (Candèze, 1859)
- Cyathodera longicornis Blanchard, 1843
- Cyathodera spinipennis Schwarz, 1902